# Diguetidae
Diguetidae  (лат.) — семейство аранеоморфных пауков из надсемейства Pholcoidea. Насчитывают 14 видов, объединяемых в два рода — Diguetia и Segestrioides. Segestrioides обитают под камнями, декорируя жилище небольшим количеством паутины. Diguetia строят обширные надземные ловчие сети, располагая их между пластинами кактусов или ветвями кустарника. Самки Diguetia плетут необычные вертикальные убежища для яйцевых коконов.

## Таксономия
До середины XX века Diguetia и Segestrioides рассматривали в составе семейства Sicariidae. В 1949 году американский арахнолог Виллис Герч выделил род Digueta в качестве отдельного семейства. Гипотезу о принадлежности к Diguetidae рода Segestrioides высказал в 1989 году другой американский исследователь Норман Платник. В настоящее время к Diguetidae относят 14 видов:
- Diguetia Simon, 1895
  - Diguetia albolineata (O. P.-Cambridge, 1895) — США, Мексика
  - Diguetia andersoni Gertsch, 1958 — США
  - Diguetia canities (McCook, 1889) — США, Мексика
    - Diguetia canities dialectica Chamberlin, 1924 —  Мексика
    - Diguetia canities mulaiki Gertsch, 1958 — США

  - Diguetia catamarquensis (Mello-Leitao, 1941) — Аргентина
  - Diguetia imperiosa Gertsch et Mulaik, 1940 — США, Мексика
  - Diguetia mojavea Gertsch, 1958 — США
  - Diguetia propinqua (O. P.-Cambridge, 1896) — Мексика
  - Diguetia signata Gertsch, 1958 — США, Мексика
  - Diguetia stridulans Chamberlin, 1924 — Мексика
- Segestrioides Keyserling, 1883
  - Segestrioides badia (Simon, 1903) — Бразилия
  - Segestrioides bicolor Keyserling, 1883 — Перу
  - Segestrioides copiapo Platnick, 1989 — Чили
  - Segestrioides tofo Platnick, 1989 — Чили